# Boyceville
Boyceville ist eine Gemeinde (mit dem Status Village) im Dunn County im US-amerikanischen Bundesstaat Wisconsin. Bei der Volkszählung im Jahr 2010 hatte Boyceville 1086 Einwohner.

## Geografie
Boyceville liegt im mittleren Nordwesten Wisconsins auf 45°02′37″ nördlicher Breite und 92°02′28″ westlicher Länge. Das Gemeindegebiet erstreckt sich über eine Fläche von 10,08 km².
Nachbarorte von Boyceville sind Prairie Farm (28,2 km nördlich), Wheeler (10,6 km östlich), Tainter Lake (21,6 km ostsüdöstlich), Menomonie (23,7 km südsüdöstlich), Knapp (12 km südsüdwestlich) und Downing (7,2 km westlich).
Die nächstgelegenen größeren Städte sind Minnesotas Hauptstadt St. Paul (95,6 km westlich), Eau Claire (61 km südöstlich), La Crosse (188 km südsüdöstlich) und Rochester in Minnesota (162 km südsüdwestlich).

## Verkehr
In Boyceville kreuzen die Wisconsin State Highways 79 und 170. Alle weiteren Straßen sind untergeordnete Landstraßen, teils unbefestigte Fahrwege sowie innerörtliche Verbindungsstraßen.
Parallel zum WIS 170 verläuft in West-Ost-Richtung eine Eisenbahnlinie der zur Canadian National Railway gehörenden Wisconsin Central durch das Gemeindegebiet von Boyceville.
Mit dem Boyceville Municipal Airport befindet sich im östlichen Gemeindegebiet ein kleiner Flugplatz. Der nächste Großflughafen ist der Minneapolis-Saint Paul International Airport (115 km westlich).

## Bevölkerung
Nach der Volkszählung im Jahr 2010 lebten in Boyceville 1086 Menschen in 454 Haushalten. Die Bevölkerungsdichte betrug 107,7 Einwohner pro Quadratkilometer. In den 454 Haushalten lebten statistisch je 2,39 Personen. 
Ethnisch betrachtet setzte sich die Bevölkerung zusammen aus 97,5 Prozent Weißen, 0,2 Prozent Afroamerikanern, 0,6 Prozent amerikanischen Ureinwohnern, 0,1 Prozent Asiaten sowie 0,8 Prozent aus anderen ethnischen Gruppen; 0,8 Prozent stammten von zwei oder mehr Ethnien ab. Unabhängig von der ethnischen Zugehörigkeit waren 1,7 Prozent der Bevölkerung spanischer oder lateinamerikanischer Abstammung. 
25,0 Prozent der Bevölkerung waren unter 18 Jahre alt, 61,2 Prozent waren zwischen 18 und 64 und 13,8 Prozent waren 65 Jahre oder älter. 52,5 Prozent der Bevölkerung war weiblich.
Das mittlere jährliche Einkommen eines Haushalts lag bei 40.060 USD. Das Pro-Kopf-Einkommen betrug 19.108 USD. 15,2 Prozent der Einwohner lebten unterhalb der Armutsgrenze.